# Alamodome
Alamodome – wielofunkcyjna hala widowiskowa w San Antonio w stanie Teksas, wybudowana i zainaugurowana w 1993 roku.
Koszt hali wyniósł 186 milionów dolarów, a właścicielem obiektu, mogącym pomieścić 65 tys. (w szczególnych wypadkach 72 tys.) kibiców i goszczącym głównie mecze koszykówki i futbolu amerykańskiego, jest miasto San Antonio.
Najsłynniejszą drużyną sportową rozgrywającą mecze w Alamodome byli koszykarze San Antonio Spurs, którzy korzystali z hali w latach 1993-2002, zdobywając w 1999 roku mistrzostwo NBA. Podczas drugiego meczu decydującej serii przeciwko New York Knicks na trybunach zasiadło 39 554 widzów, co jest do dziś drugą najwyższą frekwencją w finałach NBA (rekord 41 732 kibiców należy do Pontiac Silverdome i meczu Detroit Pistons - Los Angeles Lakers z 1988 roku).
W 2007 roku futbolowy mecz rozgrywek NCAA (Alamo Bowl) pomiędzy Penn State a Texas A&M obejrzało z trybun 66 166 widzów, ustanawiając absolutny rekord.
29 i 30 marca 2013 roku Texas Rangers i San Diego Padres rozegrali - w ramach przygotowań do sezonu - pierwsze baseballowe mecze w historii obiektu. Premierowe zawody - na nietypowym, zbliżonym do prostokąta boisku - obejrzało 34 641 widzów, ale rekord przetrwał tylko do drugiego meczu (40 569 kibiców).
W latach 90. XX wieku odbyło się tu kilka meczów przedsezonowych NFL, a w ostatnim czasie coraz częściej mówi się o przeniesieniu którejś z drużyn tej ligi do San Antonio i Alamodome.